# Friedrich Reese (Bischof)

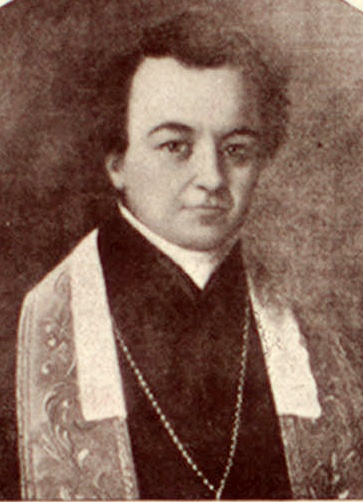
Bischof Friedrich Reese um 1835

Friedrich Reese (Taufname Friedrich Johann Conrad Reese; * 6. Februar 1791 in Vienenburg; † 27. Dezember 1871 in Hildesheim) war ein deutscher Missionspionier in den USA, erster katholischer Bischof deutscher Nationalität des Landes und erster römisch-katholischer Bischof der Diözese Detroit. 

## Leben und Wirken
Friedrich Reese – der sich zur Vermeidung einer falschen englischen Aussprache seines Namens später meist Résé schrieb – war der Sohn armer Eltern, die früh starben. Er erlernte ein Handwerk, diente 1813/14 in den Befreiungskriegen als Hannoveraner Kavallerist und nahm 1815 unter Feldmarschall Blücher an der Schlacht bei Waterloo teil. Dann schlug er die geistliche Laufbahn ein, pilgerte zu Fuß nach Rom, studierte Theologie und erhielt am 15. März 1823 die Priesterweihe durch den römischen Kardinalvikar Giacinto Placido Zurla. Danach arbeitete er in der Kongregation für die Verbreitung des Glaubens (Propagandakongregation). 1824 reiste Bischof Edward Fenwick von Cincinnati nach Rom, um für Unterstützung seiner neu geschaffenen Großdiözese zu werben, welche die heutigen US-Bundesstaaten Ohio, Indiana, Michigan und Wisconsin umfasste. Papst Leo XII. stellte ihm Friedrich Reese und einen zweiten Priester der Propagandakongregation als Mitarbeiter an die Seite. 
In den Vereinigten Staaten ernannte Bischof Fenwick Reese zum Seelsorger für die Stadt Cincinnati und das direkte Umland und machte ihn bald zu seinem Generalvikar. 1828 entsandte man Generalvikar Friedrich Reese nach Europa, um Geld für das riesige Missionsgebiet zu sammeln. In Wien gelang ihm die Gründung des Missionsvereins der Leopoldinenstiftung. In München richtete er mit Datum vom 8. September 1828 eine Denkschrift an König Ludwig I., in der er einen ähnlichen Verein in Bayern erbat. Der Monarch bewilligte jedoch nur eine landesweite Sammlung zu dem genannten Zweck, ohne ein festes Missionswerk. Am 15. und 16. März 1829 hielt sich Friedrich Reese bei Bischof Johann Michael Sailer, dem Vertrauten des Königs, in Regensburg auf, dem es auch nicht gelang, den Regenten umzustimmen. 
1833 errichtete Papst Gregor XVI. die Diözese Detroit und ernannte Friedrich Reese mit Datum vom 23. März zum ersten Bischof. Die Bischofsweihe erhielt er am 6. Oktober 1833 von Joseph Rosati, dem ersten Oberhirten von St. Louis. 
Zielstrebig baute Reese seine junge Diözese auf. 1838 fuhr er erneut nach Europa und suchte in München – nun als Bischof – König Ludwig I. auf, um nochmals um die Etablierung eines bayerischen Missionswerkes zu bitten. Diese Audienz führte endlich zum Ziel. Der König rief eine Stiftung ins Leben, übernahm die Schirmherrschaft und lieh ihr seinen Namen; es war der Ludwig-Missions-Verein.
Erfolgreich nach Amerika zurückgekehrt begann Reese um 1840 an einer seelischen Störung zu leiden. Er verfiel in Depressionen und konnte sein Amt schließlich ab 1841 nicht mehr ausüben. Peter Paul Lefevere übernahm als Koadjutorbischof die Leitung der Diözese († 1869). Auf Reisen nach Europa und Asien suchte Reese Linderung. Die Krankheit verschlimmerte sich jedoch und gegen Ende seines Lebens verfiel er zusätzlich in einen Zustand der Demenz. Er zog sich in das Mutterhaus der Barmherzigen Schwestern vom hl. Vinzenz von Paul in Hildesheim zurück, wo er gepflegt wurde und 1871 starb. Die Nachfolge als zweiter Bischof von Detroit trat der aus dem Oldenburger Münsterland stammende Caspar Henry Borgess an. 
Trotz des tragischen Endes und seines relativ kurzen aktiven Episkopats bleibt Reese bedeutsam für die nordamerikanische Kirchengeschichte. Mehr noch als seine 15-jährige aufreibende Missionstätigkeit bewirkte die Erschließung von Geldquellen durch die Gründung der deutschen Missionsgesellschaften Leopoldinenstiftung und Ludwig-Missions-Verein. Sie entstanden durch das persönliche Engagement des Prälaten und waren von fundamentaler Wichtigkeit für die weitere Entwicklung der jungen katholischen Kirche Nordamerikas.  
In Reeses Geburtsort Vienenburg ist die Friedrich-Rese-Straße nach ihm benannt. Das Pfarrheim der Heilige-Familie-Kirche heißt Bischof-Rese-Haus.